# Abbott-Baynes Sailplanes Ltd
Abbott-Baynes Sailplanes Ltd была одной из первых компаний по производству планёров.
Она была основана как подразделение компании E. D. Abbott Ltd в 1931 году Л. Е. Бейнсом и Е. Д. Абботом для производства планёра Scud. Планёр Scud был разработан Бейнсом в 1930 году и был построен компанией Brant Aircraft Limited в аэропорту Кройдон.
Модель Скад получилась популярной и в 1932 году было запущено производство модели Scud-2. В 1935 году Scud-2 под управлением Mungo Buxton поднял планку британского рекорда высоты для планёров до 2666 метров. Также в 1935 году было развернуто производство модели Scud-3. Один из важных заказчиков попросил установить убирающийся двигатель на эту модель для взлета без вспомогательных средств. Такая модификация Scud-3 называлась «Auxiliary».
В 1935 году Бейнс обратил внимание на повальное увлечение «Блохой» Минье, выпустив Abbott Baynes Flea.
Скад-2 произведенный в 1935 году на данный момент остается самым старым летающим планёром в Великобритании.